# Andrew Landenberger
Andrew Landenberger (Grafton, 15 de septiembre de 1967) es un deportista australiano que compitió en vela en la clase Tornado (desde el año 2000 bajo la bandera de Alemania).
Participó en los Juegos Olímpicos de Atlanta 1996, obteniendo una medalla de plata en la clase Tornado (junto con Mitchell Booth). Ganó una medalla de bronce en el Campeonato Europeo de Tornado de 2001.

## Palmarés internacional
| \| Representando a Australia \| \| \| \| \| Juegos Olímpicos \| \| \| \| \| Año \| Lugar \| Medalla \| Clase \| \| 1996 \| Atlanta (Estados Unidos) \| Medalla de plata \| Tornado \| \| Representando a Alemania \| \| \| \| \| Campeonato Europeo \| \| \| \| \| Año \| Lugar \| Medalla \| Clase \| \| 2001 \| Sankt Moritz (Suiza) \| Medalla de bronce \| Tornado \| |                          |                   |         |
| Representando a Australia |                          |                   |         |
| Juegos Olímpicos |                          |                   |         |
| Año | Lugar                    | Medalla           | Clase   |
| 1996 | Atlanta (Estados Unidos) | Medalla de plata  | Tornado |
| Representando a Alemania |                          |                   |         |
| Campeonato Europeo |                          |                   |         |
| Año | Lugar                    | Medalla           | Clase   |
| 2001 | Sankt Moritz (Suiza)     | Medalla de bronce | Tornado |